# Branchinecta belki
Branchinecta belki là một loài giáp xác trong họ Branchinectidae.